# Liste der Ehrenpreise der deutschen Schallplattenkritik
Die Liste der Ehrenpreise der deutschen Schallplattenkritik ist eine Übersicht der Ehrenpreise, die vom Jahresausschuss des PdSK e.V. seit 1990 vergeben werden.

## Hintergrund
Der Verein „Preis der deutschen Schallplattenkritik e. V.“ vergibt jährlich im Herbst Jahrespreise in verschiedenen Sparten für hervorragende Veröffentlichungen aus den vergangenen zwölf Monaten. Zusätzlich werden jährlich drei Ehrenpreise verliehen. Die Ehrenpreise gehen an herausragende Persönlichkeiten, die sich als Interpreten, Künstler oder Produzenten, um die Musikaufzeichnung auf Ton- und Bildtonträgern besonders verdient gemacht haben. Die Jurierung der Jahrespreise obliegt einem aus Kritikern der E- und U-Musiksparten zusammengesetzten, regelmäßig neu konstituierten Jahresausschuss. Die Ehrenpreise können in den Kategorien „Klassik“, „Jazz, Rock, Pop“, „Wortkunst“ oder „Produzent/in“ vergeben werden.

## Ehrenpreise
| Jahr | Kategorie       | Land                        | Preisträger/in                                 |
| ---- | --------------- | --------------------------- | ---------------------------------------------- |
| 2025 | Produzent/in    | Schweiz                     | Patrik Landolt                                 |
| 2025 | Jazz, Rock, Pop | Deutschland                 | Wolfgang Niedecken                             |
| 2025 | Jazz, Rock, Pop | Schweiz                     | Sophie Hunger                                  |
| 2024 | Klassik         | Frankreich                  | Veronique Gens                                 |
| 2024 | Klassik         | Deutschland                 | Daniel Behle                                   |
| 2024 | Klassik         | Deutschland                 | Ludger Brümmer                                 |
| 2023 | Jazz, Rock, Pop | Deutschland                 | Heinz Sauer                                    |
| 2023 | Klassik         | Vereinigtes Königreich      | Kevin Bowyer                                   |
| 2023 | Wortkunst       | Deutschland                 | Klaus Sander                                   |
| 2022 | Produzent/in    | Deutschland                 | Manfred Eicher                                 |
| 2022 | Klassik         | Frankreich                  | William Christie                               |
| 2022 | Jazz, Rock, Pop | Deutschland                 | Peter Brötzmann                                |
| 2021 | Klassik         | Österreich                  | Max Emanuel Cenčić                             |
| 2021 | Produzent/in    | Deutschland                 | Ute Kleeberg                                   |
| 2021 | Jazz, Rock, Pop | Deutschland                 | Nils Wogram                                    |
| 2020 | Klassik         | Frankreich                  | François-Xavier Roth                           |
| 2020 | Produzent/in    | Italien                     | Alberto Basso                                  |
| 2020 | Jazz, Rock, Pop | Deutschland                 | Moses Pelham                                   |
| 2019 | Klassik         | Frankreich                  | Hervé Niquet                                   |
| 2019 | Produzent/in    | Deutschland                 | Eva Mair-Holmes                                |
| 2019 | Jazz, Rock, Pop | Deutschland                 | Klaus Voormann                                 |
| 2018 | Klassik         | Kanada                      | Barbara Hannigan                               |
| 2018 | Klassik         | Schweden Vereinigte Staaten | Herbert Blomstedt                              |
| 2018 | Jazz, Rock, Pop | Deutschland                 | Till Brönner                                   |
| 2017 | Klassik         | Deutschland                 | Wolfgang Rihm                                  |
| 2017 | Wortkunst       | Deutschland                 | Christian Brückner                             |
| 2017 | Produzent/in    | Italien                     | Palazzetto Bru Zane                            |
| 2016 | Klassik         | Israel                      | Itzhak Perlmann                                |
| 2016 | Jazz, Rock, Pop | Vereinigte Staaten          | Keith Jarrett                                  |
| 2016 | Wortkunst       | Deutschland                 | Klaus Buhlert                                  |
| 2015 | Klassik         | Niederlande                 | Bernard Haitink                                |
| 2015 | Jazz, Rock, Pop | Vereinigte Staaten          | Chris Jasper                                   |
| 2015 | Jazz, Rock, Pop | Deutschland                 | Coco Schumann                                  |
| 2014 | Klassik         | Deutschland                 | Marek Janowski                                 |
| 2014 | Jazz, Rock, Pop | Polen                       | Tomasz Stańko                                  |
| 2014 | Jazz, Rock, Pop | Indien                      | Hariprasad Chaurasia                           |
| 2013 | Klassik         | Deutschland                 | SWR Sinfonieorchester Baden-Baden und Freiburg |
| 2013 | Produzent/in    | Deutschland                 | Rolf W. Stoll                                  |
| 2013 | Wortkunst       | Deutschland                 | Peter Kurzeck                                  |
| 2012 | Jazz, Rock, Pop | Vereinigte Staaten          | Ry Cooder                                      |
| 2011 | Jazz, Rock, Pop | Deutschland                 | Sven Regener                                   |
| 2011 | Produzent/in    | Vereinigtes Königreich      | Simon Perry                                    |
| 2010 | Jazz, Rock, Pop | Deutschland                 | Christof Stählin                               |
| 2010 | Produzent/in    | Deutschland                 | Peter Finger                                   |
| 2009 | Klassik         | Frankreich                  | Pierre Laurent Aimard                          |
| 2009 | Jazz, Rock, Pop | Deutschland                 | Rolf Kühn                                      |
| 2009 | Produzent/in    | Deutschland                 | Burkhard Schmilgun                             |
| 2008 | Klassik         | Vereinigte Staaten          | Thomas Hampson                                 |
| 2008 | Jazz, Rock, Pop | Deutschland                 | Paul Kuhn                                      |
| 2008 | Produzent/in    | Vereinigte Staaten          | Mark Obert-Thorn                               |
| 2007 | Klassik         | Vereinigtes Königreich      | The Hilliard Ensemble                          |
| 2007 | Jazz, Rock, Pop | Vereinigtes Königreich      | Brian Eno                                      |
| 2007 | Produzent/in    | Deutschland                 | Reiner E. Moritz                               |
| 2006 | Klassik         | Kanada                      | Marc-André Hamelin                             |
| 2006 | Jazz, Rock, Pop | Österreich                  | Joe Zawinul                                    |
| 2006 | Produzent/in    | Österreich                  | Harald Quendler                                |
| 2005 | Klassik         | Österreich                  | Thomas Zehetmair                               |
| 2005 | Jazz, Rock, Pop | Niederlande                 | Willem Breuker                                 |
| 2005 | Produzent/in    | Deutschland                 | Klaus L. Neumann und Barbara Schwendowius      |
| 2004 | Klassik         | Belgien                     | René Jacobs                                    |
| 2004 | Jazz, Rock, Pop | Vereinigtes Königreich      | Peter Gabriel                                  |
| 2004 | Produzent/in    | Frankreich                  | Bruno Monsaingeon                              |
| 2003 | Klassik         | Spanien                     | Jordi Savall                                   |
| 2003 | Jazz, Rock, Pop | Deutschland                 | Reinhard Mey                                   |
| 2003 | Produzent/in    | Deutschland                 | Richard Weize und Bear Family                  |
| 2002 | Klassik         | Deutschland                 | Andreas Staier                                 |
| 2002 | Jazz, Rock, Pop | Libanon                     | Rabih Abou-Khalil                              |
| 2002 | Produzent/in    | Deutschland                 | Andreas Spreer                                 |
| 2001 | Klassik         |                             | Alban Berg Quartett                            |
| 2001 | Jazz, Rock, Pop | Vereinigtes Königreich      | Elvis Costello                                 |
| 2001 | Produzent/in    | Deutschland                 | Stefan F. Winter                               |
| 2000 | Jazz, Rock, Pop | Südafrika                   | Abdullah Ibrahim                               |
| 1999 | Klassik         | Argentinien                 | Martha Argerich                                |
| 1999 | Jazz, Rock, Pop | Vereinigte Staaten          | Charlie Mariano                                |
| 1999 | Produzent/in    | Schweden                    | Robert von Bahr                                |
| 1998 | Klassik         |                             | Beaux Arts Trio                                |
| 1998 | Jazz, Rock, Pop | Vereinigte Staaten          | Lee Konitz                                     |
| 1998 | Produzent/in    | Deutschland                 | Siegfried Loch                                 |
| 1997 | Klassik         | Schweiz                     | Heinz Holliger                                 |
| 1997 | Produzent/in    | Deutschland                 | Musikproduktion Dabringhaus & Grimm            |
| 1996 | Klassik         | Ungarn                      | András Schiff                                  |
| 1996 | Jazz, Rock, Pop | Vereinigte Staaten          | B. B. King                                     |
| 1996 | Produzent/in    | Deutschland                 | Matthias Winckelmann                           |
| 1995 | Klassik         | Frankreich                  | Pierre Boulez                                  |
| 1995 | Jazz, Rock, Pop | Kanada                      | Neil Young                                     |
| 1995 | Produzent/in    | Deutschland                 | Klaus Heymann                                  |
| 1994 | Klassik         | Vereinigtes Königreich      | John Eliot Gardiner                            |
| 1994 | Jazz, Rock, Pop | Vereinigtes Königreich      | John McLaughlin                                |
| 1994 | Produzent/in    | Schweiz                     | Werner X. Uehlinger                            |
| 1993 | Klassik         |                             | Juilliard String Quartett                      |
| 1993 | Jazz, Rock, Pop | Vereinigtes Königreich      | Van Morrison                                   |
| 1993 | Produzent/in    | Deutschland                 | Wolf Erichson                                  |
| 1992 | Klassik         | Österreich                  | Alfred Brendel                                 |
| 1992 | Jazz, Rock, Pop | Vereinigte Staaten          | Frank Zappa                                    |
| 1992 | Produzent/in    | Vereinigte Staaten          | Carl E. Jefferson                              |
| 1991 | Wortkunst       | Deutschland                 | Gert Westphal                                  |
| 1991 | Produzent/in    | Deutschland Österreich      | Jürgen E. Schmidt                              |
| 1990 | Klassik         | Deutschland                 | Günter Wand                                    |
| 1990 | Produzent/in    | Deutschland                 | Jost Gebers                                    |